# Auruncs
Els auruncs o auruncis (en llatí aurunci, en grec antic Αὔρουγκοι), també coneguts pels grecs com ausonis o àusons, eren una tribu de la Campània que vivien a la ciutat d'Aurunca entre els campanis i els volscs. El nom d'ausonis els van donar els grecs a partir de l'heroi epònim Ausoni, i els romans els van anomenar aurunci, llavors un poble nombrós i important. De fet, els dos noms són formes diferents del mateix, amb el canvi tan comú en llatí de la s a la r: aurunci / aurunici / auruni / ausuni. Servi Maure Honorat afirma la identitat dels dos pobles. Dió Cassi diu també que el nom d'ausonis només s'aplicava al poble que vivia entre els campanis i els volscs.
L'any 503 aC les ciutats llatines de Cora i Pomètia van ser auxiliades pels auruncs, llavors una tribu molt forta, en la seva revolta contra Roma. Uns anys més tard van agafar les armes contra els romans en suport dels volscs, i van arribar fins Arícia on van combatre contra el cònsol Publi Servili Prisc Estructe. Dionís d'Halicarnàs diu que en aquest moment eren un poble guerrer i ferotge que ocupava les millors planúries de Campània.
Aquestes guerres i altres que no es coneixen els van debilitar i es van dividir en dos branques, després del segle iv aC, i llavors els noms d'ausonis i auruncis va ser aplicat a dues petites nacions, evidentment dues branques de l'antic poble unit: una que vivia a l'est, a les fronteres del Laci, a l'oest del riu Liris fins a les muntanyes dels volscs (els ausonis) i l'altra a la regió muntanyosa a la riba esquerra del Liris, (els auruncs), ja molt reduïdes en nombre i importància. Aurunca, la seva antiga capital es trobava a punt més alt d'aquestes muntanyes.
A partir del 337 aC van ser atacats pels sidicins de Teanum i els habitants de Cales segons Titus Livi, que també eren de l'ètnia dels ausonis però políticament diferents, i van demanar ajut a Roma; davant els atacs sidicins, els auruncs van evacuar la seva capital, Aurunca i es van refugiar a la veïna Suessa, uns 8 km al sud, que van ajudar a fortificar. El sidicins van destruir Aurunca que ja no va ser mai més reconstruïda. Van establir la capital a Suessa, que el 313 aC va esdevenir colònia romana i el poble va perdre la seva identitat i va desaparèixer.